# Irán en los Juegos Olímpicos de Londres 1948
Irán estuvo representado en los Juegos Olímpicos de Londres 1948 por un total de 36 deportistas masculinos que compitieron en 5 deportes.
El portador de la bandera en la ceremonia de apertura fue el halterófilo Mahmud Namdyu.

## Medallistas
El equipo olímpico iraní obtuvo las siguientes medallas:
| Nombre        | Deporte      | Competición |
| ------------- | ------------ | ----------- |
| Oro           |              |             |
| —             |              |             |
| Plata         |              |             |
| —             |              |             |
| Bronce        |              |             |
| Yafar Salmasi | Halterofilia | 60 kg M     |